# Ducanfurgga

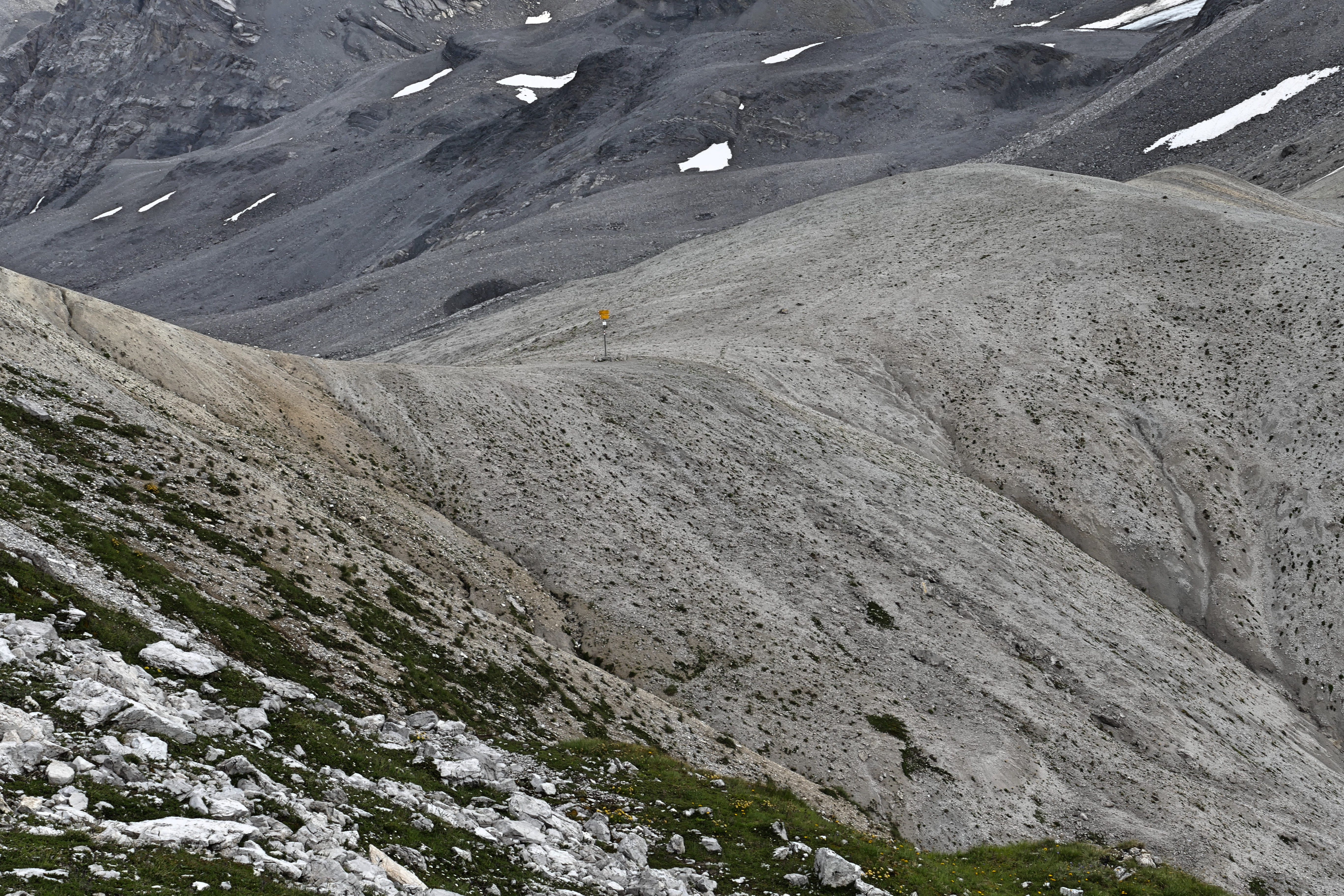
Die Ducanfurgga (Wegweiser auf der Passhöhe in der Bildmitte). Zur Rechten senkt sich das Gelände Richtung Val da Stugl

Die Ducanfurgga, auch Dukanfurgga, rätoromanisch Fuorcla digl Ducan, ist ein Pass für Fussgänger auf 2665 m ü. M. im Schweizer Kanton Graubünden.

## Geografie

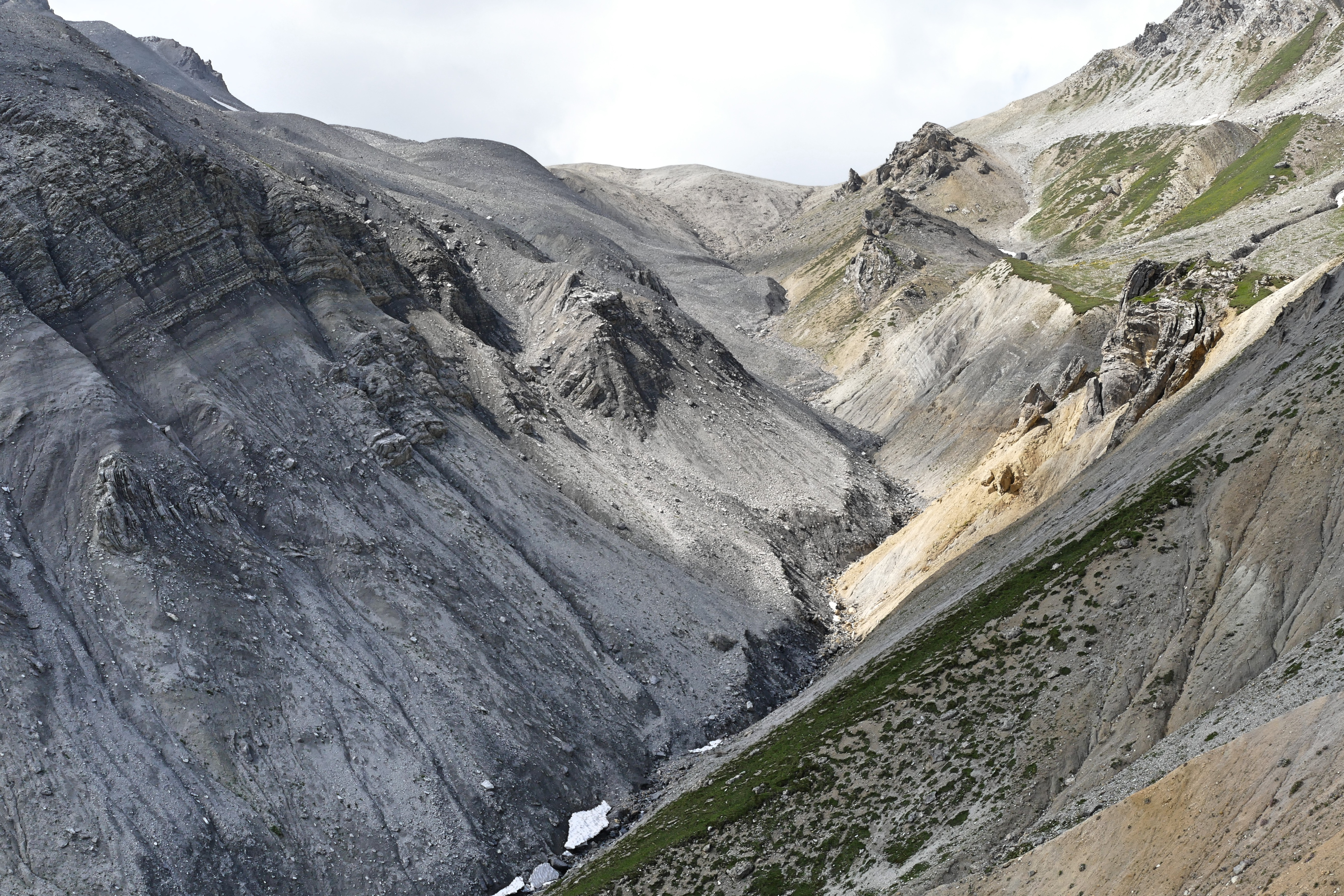
Urweltliche Flanken des Ducantals, Blick Richtung Ducanfurgga

Zwei Talschaften sind durch die Ducanfurgga verbunden: das Tal des Landwassers mit Davos zum einen, das Albulatal zum anderen. Der Pass, den neben Wanderern auch Biker nutzen, führt vom Sertigtal (Siedlungen Sertig Dörfli und Sand) bei Davos hinüber nach Bergün/Bravuogn und umgekehrt. Auf der Seite Sertigtal verläuft der Weg durch das urweltlich anmutende, von starker Erosion geprägte Ducantal mit dem Ducanbach. Südöstlich der Ducanfurgga ist in geringer Entfernung der Ducangletscher zu sehen. Kurz vor der Ducanfurgga ist es möglich, zur Fanezfurgga auf 2578 m ü. M. abzubiegen und über sie nach Davos Monstein abzusteigen. Auf der Seite Bergün/Bravuogn prägt das unbewohnte Val da Stugl im Zusammenspiel mit der Ava da Stugl (Stuglbach) die Route. Vor Bergün/Bravuogn wird das kleine Dorf Stugl (Stuls) passiert, dessen Kirche wegen der Fresken eines unbekannten, von Giotto geprägten Meisters bekannt ist.

## Fossilienfund
Die Gesteinsschichten der Ducanfurgga sind ausgesprochen reich an Versteinerungen. Hier gruben Forscher über viele Jahre systematisch. 2014 fanden sie einen 20 Zentimeter langen Quastenflosser, der keiner bestehenden Art und Gattung zugeordnet werden konnte. Er ist circa 240 Millionen Jahre alt, bekam den Namen "Foreyia maxkuhni" und ging an das Bündner Naturmuseum in Chur. «Die Fundstelle am Fusse des Gletschers Ducan ist heute die zweitwichtigste Fossillagerstätte der Schweiz, gleich nach dem UNESCO-Welterbe Monte San Giorgio im Südtessin», erklärte Grabungsleiter Heinz Furrer von der Universität Zürich 2017 im “Bündner Tagblatt”.